# 나의 숨은 사랑
《나의 숨은 사랑》은 2004년 4월 23일에 MBC에서 방영된 특집드라마이다.

## 등장 인물

### 주요 인물
- 임지은 : 박친주 역
- 박인환 : 정일현 역
- 이주현 : 이진욱 역

### 찬주네 가족
- 송재호 : 찬주 부 역
- 김창숙 : 찬주 모 역
- 량현 : 홍주 역
- 량하 : 성주 역

### 진욱네 가족
- 서권순 : 진욱 모 역
- 박영지 : 진욱 부 역